# Liste der Biografien/Juu
Liste der Biografien |
Portal Biografien |
Personensuche
# |
A |
B |
C |
D |
E |
F |
G |
H |
I |
J |
K |
L |
M |
N |
O |
P |
Q |
R |
S |
T |
U |
V |
W |
X |
Y |
Z |
?
 
Ja |
Jb |
Jd |
Je |
Jh |
Ji |
Jj |
Jl |
Jn |
Jm |
Jo |
Jp |
Jr |
Js |
Jt |
Ju |
Jv |
Jw |
Jy
 
Jua |
Jub |
Juc |
Jud |
Jue |
Juf |
Jug |
Juh |
Jui |
Juj |
Juk |
Jul |
Jum |
Jun |
Juo |
Jup |
Jur |
Jus |
Jut |
Juu |
Juv |
Juw |
Jux |
Juy |
Juz
Die Liste der Biografien führt alle Personen auf, die in der deutschsprachigen Wikipedia einen Artikel haben. Dieses ist eine Teilliste mit 20 Einträgen von Personen, deren Namen mit den Buchstaben „Juu“ beginnt.

## Juu

### Juud
- Juudas, Elisabeth (* 1988), estnische Biathletin

### Juul
- Juul Jørgensen, Ditte (* 1966), dänische EU-Beamtin
- Juul, Anders (* 1981), dänischer Schauspieler
- Juul, Helle (* 1954), dänische Architektin und Hochschullehrerin
- Juul, Jesper (1948–2019), dänischer Lehrer sowie Gruppen- und FamilientherapeutJesper Juul (1948–2019)

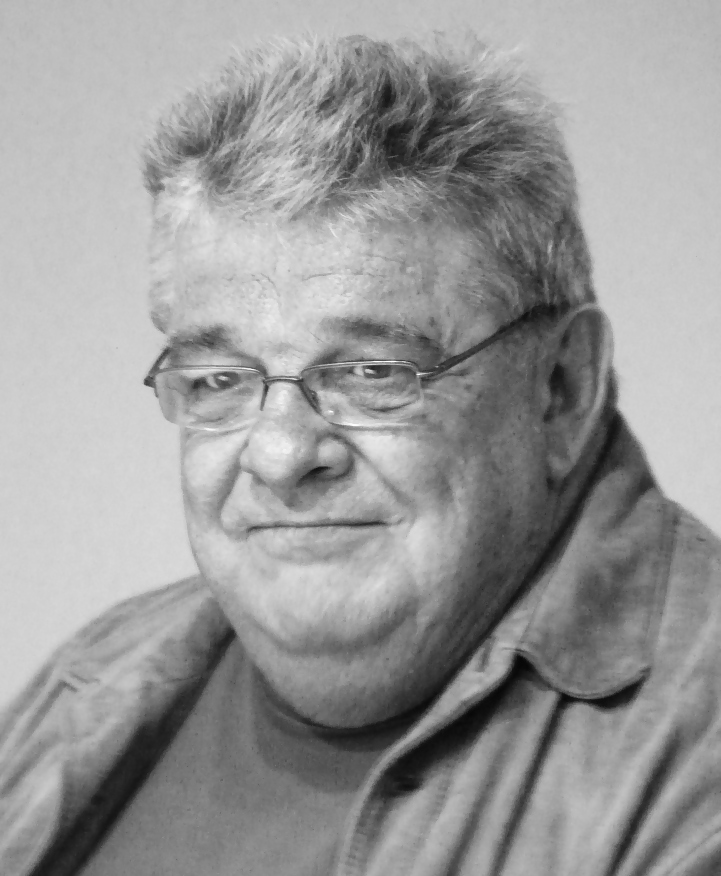
Jesper Juul (1948–2019)

- Juul, Mette (* 1975), dänische Jazzmusikerin (Gesang, Gitarre, Songwriting)
- Juul, Mona (* 1959), norwegische Diplomatin
- Juul, Niels (1859–1929), US-amerikanischer Politiker dänischer Herkunft
- Juul, Ole (1852–1927), norwegischer Landschafts- und Marinemaler der Düsseldorfer Schule und Fotograf
- Juul, Pia (1962–2020), dänische Schriftstellerin
- Juul-Jensen, Christopher (* 1989), dänischer Straßenradrennfahrer
- Juul-Sandberg, Nikolaj (* 2006), dänischer Fußballspieler
- Juulsen, Noah (* 1997), kanadischer Eishockeyspieler

### Juus
- Juuso, Anni-Kristiina (* 1979), samisch-finnische Schauspielerin
- Juuso, Inga (1945–2014), samisch-norwegische Joikerin und Schauspielerin
- Juuso, Kaisa (* 1960), finnische Politikerin
- Juusten, Paulus († 1575), finnischer Bischof

### Juut
- Juutilainen, Anssi (* 1956), finnischer Ski-Orientierungsläufer und Skilanglauftrainer
- Juutilainen, Ilmari (1914–1999), finnischer Jagdflieger
- Juutilainen, Virpi (* 1961), finnische Ski-Orientierungsläuferin